# Municipio de Santa María del Oro (Nayarit)
El municipio de Santa María del Oro es un municipio del Estado de Nayarit, México. Tiene 1,119.56 km². Limita al norte con el municipio de El Nayar, al noreste con La Yesca, al sureste con Jala, al sur con Ahuacatlán, al oeste con San Pedro Lagunillas, Xalisco y Compostela; y, al noroeste con Tepic.

## Toponimia
Originalmente, en el año de 1530, el nombre del lugar era “Santa María de Acuitapilco”, en honor de la patrona del lugar y de la mina de Acuitapilco, ubicada en la cola de la laguna. En 1594, cambió el lugar y nombre a “Santa María del Oro”, en consideración a que se encontraban tres minas de oro fino cerca del poblado.

## Escudo
Los sombreros y armas españolas y huicholes que coronan el escudo representan el encuentro de dos culturas. La banda tricolor tiene inscrito el nombre del fraile Juan Leyendo, fundador de la población. Su forma, contorno y fondo son similares al escudo de armas del conquistador Nuño de Guzmán.
A la izquierda, aparece un venado como símbolo, deidad y animal típico de la región, así como rocas con oro, plata y estaño que representan su riqueza mineral, alguna vez explotada por los españoles.
A la derecha, el león como símbolo de la realeza española. Lo cruza transversalmente una banda blanca con la inscripción del nombre del municipio en letra “gótica” a la usanza española. Sobre ella, la fachada del templo del Señor de la Ascensión, donado por Nuño de Guzmán.
Abajo aparece una vista panorámica de la laguna de Santa María del Oro, representando el principal atractivo turístico de la región. Al frente de ésta es posible observar mazorcas de maíz y viznagas de peyote, alimento y fruto místico, respectivamente, en la creencia Huichol. Finalmente, figura de guirnalda dorada adornando el número 1594, año de la fundación del pueblo de Santa María del Oro. Fue elaborado por el profesor Abelino Arcadia (escudo)

## Historia
santa María del Oro tomó su nombre de tres pequeñas minas o reales que se explotaron cerca de la población durante el siglo XVIII.
Territorio de contrastes que van de zonas de extraordinarias reservas naturales hasta regiones de vastas montañas y tierras inhabitables, Santa María del Oro fue erigida a subprefectura el día 1 de julio de 1891, perteneciendo al partido de Tepic que de acuerdo a la organización política del territorio, quedó desde 1884, estructurado en ocho partidos de administración y gobierno.
Se afirma por los antiguos de este municipio, que Santa María del Oro fue atacada dos veces por la epidemia llamada “cólera morbus” entre los años 1833 y 1850, donde este último año produjo la muerte a más de 75 por ciento de sus habitantes. Durante la época revolucionaria, los habitantes del municipio participaron decididamente para combatir el régimen de explotación y miseria, incorporándose a las huestes constitucionalistas. La zona minera del municipio fue también escenario de luchas revolucionarias. Fue realizada por los agricultores

## Personas destacadas
- Esteban Baca Calderón. Político, maestro y general de división. Fue uno de los dirigentes de la huelga de Cananea en 1906. Aprehendido, fue sentenciado a 15 años de prisión en Las Tinajas de San Juan de Ulúa, donde fue liberado al triunfo de la revolución en 1910. Fue Gobernador interino del Estado de Colima y Gobernador del Estado de Nayarit.

## Cronología de hechos históricos
- 1523 El territorio fue ruta de paso del nacimiento de Esteban Baca Calderón ubicado en el Real de Cuitapilco.
- 1530 Nuño de Guzmán llega a estas tierras atraído por sus riquezas.
- 1823 Se menciona como partida del Estado de Jalisco.
- 1825 Forma parte de la municipalidad del departamento de Compostela del Séptimo Cantón, Distrito de Jalisco.
- 1837 Forma parte de la partida de Ahuacatlán del Séptimo Distrito de Jalisco.
- 1833-1850 Surgen brotes del "cólera morbus", provocando la mortandad de tres cuartas partes de la población.
- 1891 Es subprefectura del territorio de Tepic.
- 1915 Rafael Buelna, jefe villista, es derrotado en "La Labor" por el ejército de Carranza.
- 1918 Es municipio libre y soberano del Estado de Nayarit.

## Paisaje

### Localización
Santa María del Oro se localiza en la zona sur del Estado de Nayarit, entre los paralelos 21º 09’ y 21° 34’ de latitud norte y los meridianos 104° 23’ y 104° 49’ de longitud oeste; limita al norte con los municipios de El Nayar y Tepic; al sur con los municipios de Ahuacatlán, Jala y San Pedro Lagunillas; al oriente con el municipio de La Yesca; y, al poniente con los municipios de Xalisco y Tepic.

### Extensión
Su extensión territorial es de 912.90 km² que representan el 3.31% del territorio estatal, ocupando el décimo lugar estatal.

### Topografía
Su zona accidentada, localizada al este, oeste y norte del municipio, abarca el 75% de la superficie municipal, formada en su mayor parte por los cerros Tepame y Las Cuevas. En esta zona inicia la Sierra Volcánica Transversal que se dirige hacia el volcán de Colima, por un extremo, y hacia El Sangangüey que desemboca en Tepic. Sus zonas semiplanas abarcan el 17% del suelo municipal, encontrándose algunos valles como el de La Labor, San José de Mojarras y el de Santa María del Oro.

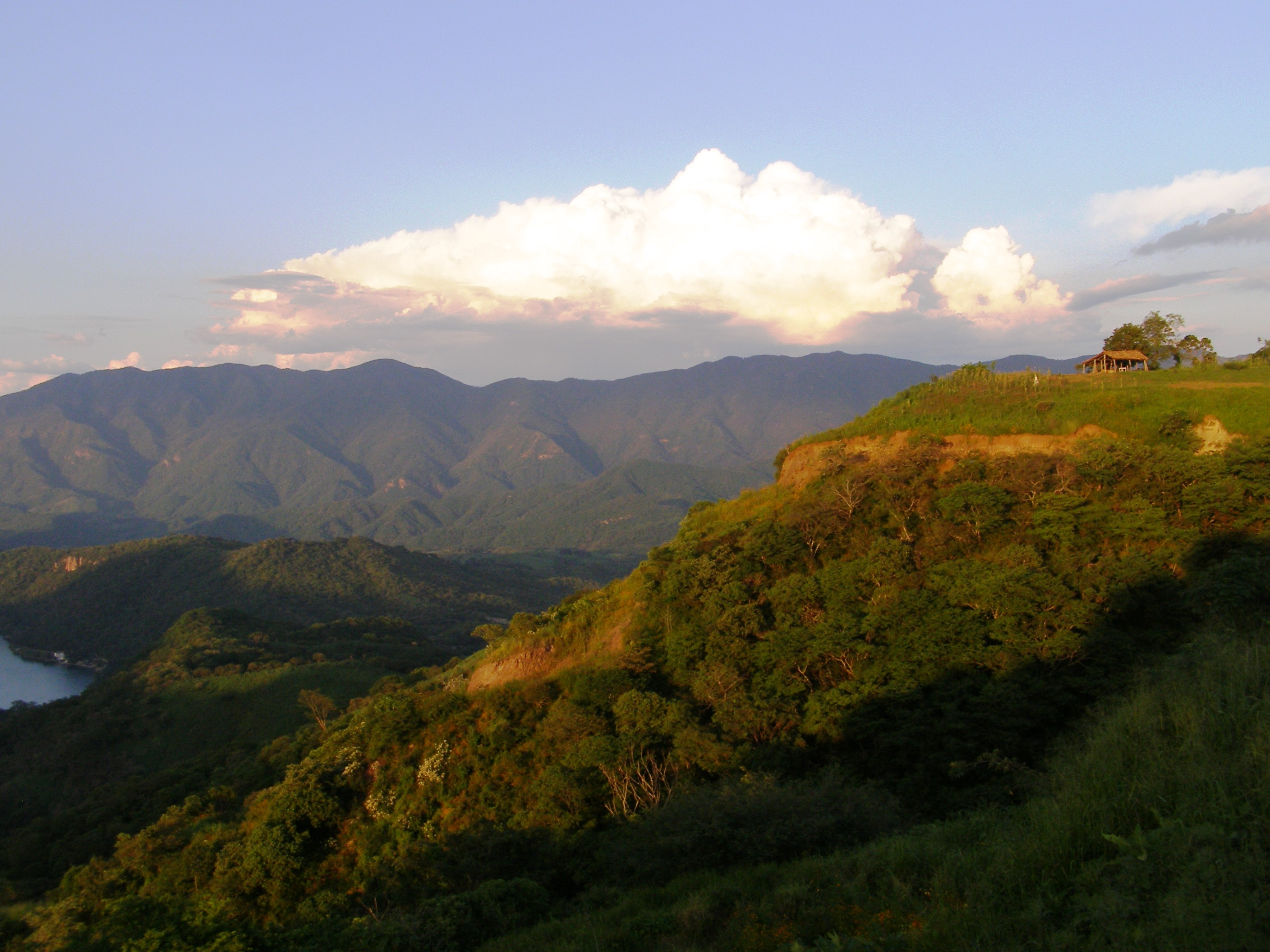
Atardecer visto desde La Nogalera.

### Hidrografía
Su hidrografía está integrada por los ríos Grande Santiago, que corre por la parte norte, el Zapotanito, que nace en la vertiente norte de los cerros de Tepeltitic y Tequepexpan, Acuitapílco, Santo Domingo, Las Huesitas, El Saladito, Arroyo Hondo, El Buruato, San Juan, La Galinda San Pedro, Agua Buena, La Tía y Cofradías. Cuenta con un lago cráter "Santa María del Oro" de origen volcánico.

### Clima
Es húmedo y caliente, con régimen de lluvias de junio a octubre, meses más calurosos de mayo a junio, vientos moderados del sur. La temperatura más calurosa es de 22 °C con una precipitación fluvial entre 842 y 1,384.3 mm.

### Principales ecosistemas
Cuenta con bosques de pino y encino, que cubren la mayor parte de su territorio. Las tierras llanas son de vegetación escasa. En buena parte del municipio se encuentran especies, tales como: venado, puma, tigrillo, armadillo, ocelote, águila real, halcón peregrino, pequeños roedores y varias especies acuáticas propias de la región.

### Recursos naturales
El municipio está constituido principalmente por zonas de tipo mineral y forestal, susceptibles de explotación. Destaca su hermosa laguna localizada en lo que, se supone, fue cráter de un volcán.
Características y uso del suelo
Está constituido, en su mayor, parte por sierras neovolcánicas formadas por gravas, arenas y ceniza volcánica. Existen terrenos llanos en poca cantidad. Los usos principales del suelo son el agrícola, pecuario, minero y forestal.

## Perfil sociodemográfico
Grupos étnicos
La población indígena se estima en 783 habitantes que representan el 4.28% de la población municipal, de los cuales 777 son Huicholes.
Evolución demográfica
En 1995, se registraron 20,714 habitantes, en tanto que en 1990 se registraron 19,181. Lo anterior representa una tasa de crecimiento promedio anual de 1.37%. En los años de 1960, 1970 y 1980 los registros censales fueron de 12,592, 15,250 y 18,803 habitantes, respectivamente. Su densidad de población es de 23 habitantes por kilómetro cuadrado. El 49.7% de sus habitantes son del sexo femenino.
Religión
La mayoría de la población práctica la religión católica.

## Infraestructura social y de comunicaciones

### Educación
La infraestructura educativa está integrada por 88 planteles, a saber: 28 de educación preescolar, 41 de educación primaria, 18 de educación secundaria y un bachillerato. Existe un plantel de educación técnica agropecuaria. Se estima que el índice de analfabetismo es alrededor del 13.2% de la población mayor de 15 años.

### Salud
El municipio cuenta con siete unidades médicas de atención primaria a la salud del tipo IMSS-SOLIDARIDAD, cuatro unidades médicas de los Servicios de Salud de Nayarit, una unidad médica de consulta externa del DIF y una perteneciente al ISSSTE.

### Abasto
La cabecera municipal es la localidad con mayor número de comercios dentro del municipio, debido a su cercanía con la capital del Estado. Dispone de un mercado ubicado en la misma cabecera y de varias misceláneas y dos bodegas. En zonas rurales se cuenta con centros de almacenamiento comunitarios.

### Deporte
Cuenta con tres unidades deportivas y 83 canchas deportivas para la práctica del basquetbol, voleibol, béisbol, fútbol y atletismo principalmente.
En los últimos años el atletismo ha destacado mucho ya que ha tenido a representantes en la olimpiada nacional desde 2012 hasta la fecha.
Atletas destacados por sus logros a nivel nacional:
Fernando Arcadia Valdivia Campeón Nacional medalla de oro en la prueba de relevo 4 x 100 en la Olimpiada Nacional 2013 Baja Californea.
Luis Noe Fletes Santana medalla de bronce en la prueba de relevo 4 x 400 en la Olimpiada Nacional 2012 Puebla.
David García Arcadia medalla de bronce en la prueba de relevo 4 x 100 en la Olimpiada Nacional 2017 Nuevo Leon.

### Vivienda
El municipio cuenta con 4,517 viviendas con cinco ocupantes por vivienda en promedio. Se estima que alrededor del 12% no son propias. La tenencia de la tierra es privada y ejidal y sus construcciones varían de extremos de alta a baja calidad. Las casas-habitación disponen de agua entubada en 93.2%, de energía eléctrica en 93.5% y el 85.6% cuenta con drenaje.

### Servicios públicos
La cabecera municipal y algunos poblados cuentan con los servicios de alumbrado público, energía eléctrica, agua potable, seguridad pública y recolección de basura.

### Medios de comunicación
Cuenta de una amplia cobertura de telefonía, para lo cual dispone de un conmutador con capacidad operativa para 45 unidades y 3 casetas de servicio telefónico rural. Cuenta, también, con servicios de correos ubicados en 4 localidades y un telégrafo. En materia de comunicaciones electrónicas recibe señales de radio y televisión y tiene estaciones receptoras de banda civil.

### Vías de comunicación
El municipio cuenta con una extensa red carretera de 222.4 kilómetros, de los cuales 71.3 km son carretera federal pavimentada; 21.2 km estatales pavimentados; 41 estatales revestidos; y 88.9 rurales revestidos. Existen 37 kilómetros de carretera de cuota, 9.0 km de los cuales, conectan la autopista Ixtlán del Río–Tepic al entronque Chapalilla-Compostela. La línea de autobuses provenientes de la capital del estado y otras de Guadalajara. Además de contar con servicios de taxis locales.

## Actividad económica
Principales Sectores, Productos y Servicios

### Agricultura
Se cultivan en el municipio 2,144.750 hectáreas, las cuales representan el 0.8% de la superficie sembrada en el estado y el 0.7% del valor de la producción. Las tierras son de temporal en 96% y de riego en 4%. El principal cultivo es el maíz, ocupando el 60% de la superficie sembrada, lo que ubica al municipio en el segundo productor de maíz del estado y en el tercer productor estatal de caña de azúcar. Es el segundo productor estatal de arroz. Estos tres productos ocupan el 95% de la superficie sembrada del municipio.

### Ganadería
Desarrollada en 76,802 hectáreas de uso ganadero, el municipio cuenta con 27,280 cabezas de ganado bovino, 41,445 cabezas de porcino, 1,769 de equino, 1,178 de caprino y 479 de ovino. En apicultura cuenta con 880 colmenas y en avicultura con 1’573,315 aves para carne y huevo. Es el segundo productor porcino más importante del estado, el tercer productor avícola y el segundo productor de huevo, después de Tepic. Cuenta con granjas porcinas y granjas avícolas. Concentra el 6.8% de la población ganadera del estado y el 16.5% de las aves.

### Pesca
La actividad pesquera se concentra principalmente en la laguna de Santa María del Oro, donde se cuenta con una organización de pescadores a escala comercial, para la atención del turismo. Se cuenta con ríos y arroyos donde sé práctica la pesca de autoconsumo. La producción es aproximadamente de 6 a 8 toneladas al año de tilapia, mojarra y pescado blanco.

### Explotación forestal
Cuenta con 4,389 hectáreas en las que predomina el pino, el encino y el huanacaxtle, cuyo volumen de aprovechamiento es de 8,160 m³ de rollo que representan el 4.3% del total estatal. Para la explotación del recurso forestal se cuenta con unidades de producción.

### Minería
Hay yacimientos de oro, plata y plomo. Las minas principales se localizan en Real de Acuitapílco y el ejido La Labor. Esta actividad es realizada por gambusinos, aunque se cuenta con un gran potencial.

### Manufactura
En esta materia destaca la industria de la construcción, de los alimentos y bebidas, de fabricación de muebles, de fabricación de piloncillo y las tostadoras de cacahuate.

### Comercio
El comercio es una de las actividades básicas del municipio ya que concentra el 19% de las actividades económicas. Cuenta con 1,185 establecimientos de diversos giros, de los cuales 37 son al por mayor y el resto al por menor. Podemos encontrar expendios de productos de primera necesidad, alimentos y bebidas, insumos agrícolas y artículos para el hogar. Además de contar con bodegas de almacenamiento.
Población económicamente activa por sector
La P.E.A. representa el 23% de la población municipal y se distribuye de la siguiente manera: en el sector agrícola, el 63.8%; en el sector manufacturero, el 11.6%; y en el sector servicios el 21.3%; el restante 3.3% en actividades no especificadas. Se estima que el 15.8% de la población total en el municipio, corresponde a la población urbana y el 84.2% a la población rural. Como el municipio es predominantemente agrícola, se tienen subempleo y fenómenos migratorios hacia el vecino país del norte.

## Atractivos culturales y turísticos
Monumentos Históricos
En la cabecera municipal se encuentra el Templo del Señor de la Ascensión construido en el siglo XVII, anexo, se tiene la Casa Cural y una escuela.
En Zapotanito se encuentra la capilla del Espíritu Santo, construida también en el siglo XVII, cuenta con muros de adobe y aplanado y una cruz atrial. En el Torreón está la capilla de nuestra Señora del Refugio.
En Tequepexpan, se localiza el templo de San Antonio, que data del siglo XVIII. En San Leonel, se recuerda la capilla de San Leonel, que perteneció a la Hacienda del mismo nombre.
En San José Mojarras, en el casco de la exhacienda del mismo nombre, se ubica la capilla de San José, que data del siglo XVIII. Anexos se encuentran las ruinas de una fábrica de alcohol y del ingenio. En La Labor, están las ruinas de la Hacienda del mismo nombre y su capilla.
Fiestas, danzas y tradiciones
En el municipio es tradicional, año con año, celebrar en el templo de la cabecera municipal al Señor de la Ascensión, además de las fiestas de mayo.
Música
La música tradicional en el municipio es la música de banda, destacándose algunas de ellas en el ámbito nacional.
Artesanías
Las artesanías típicas del municipio son los morrales elaborados por los diferentes grupos étnicos de la región.
Gastronomía
Es típica la preparación de diferentes platillos teniendo como base la tilapia, elaborados en la laguna de Santa María del Oro.
Centros turísticos

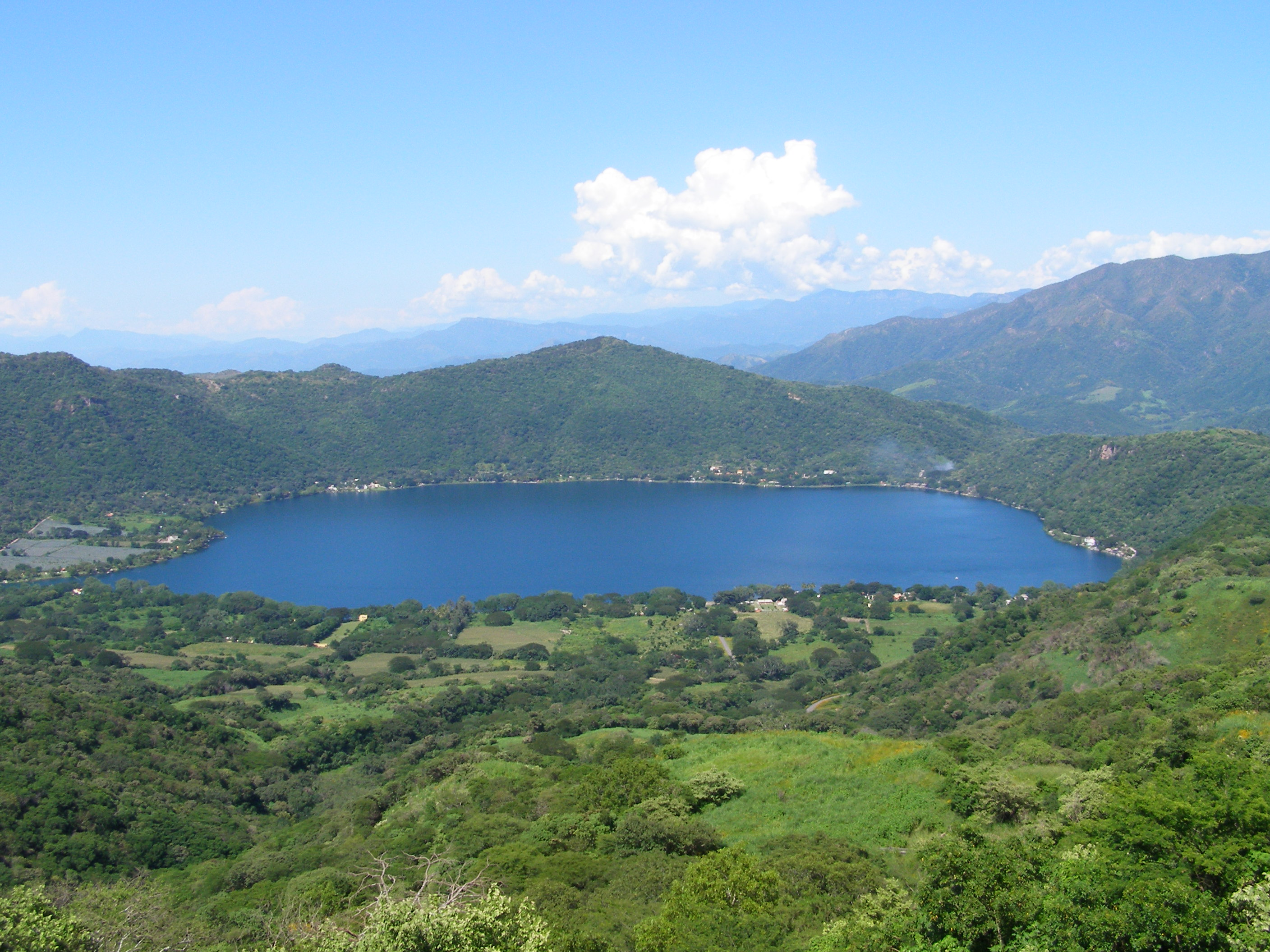
Laguna de Santa María del Oro.

La Laguna de Santa María del Oro es uno de los lugares más visitados por los turistas. Además, cuenta con otros como, el Charco Verde en Acuitapílco de Baca Calderón, los balnearios de aguas termales de Acuña en La Labor y El Agua Caliente en El Limón. Otros atractivos como templos hechos en los siglos XVI y XVII, así como centros de población mineros.

## Gobierno
Principales localidades
Las principales localidades del municipio son: Santa María del Oro con 3314 habitantes, La Labor con 2188; El Ahualamo con 1,681; San José Mojarras con 1,586; Chapalilla con 1,534; y Tequepexpan con 1,113 habitantes. Estas comunidades representan el 55% del total de la población. Hay 90 localidades más, diseminadas en la sierra del municipio, en las que radica el 45% restante de la población y el Real de Acuitapilco zona turística 50%.
.
Caracterización del Ayuntamiento
El Ayuntamiento está integrado por el presidente municipal, el Síndico y 7 Regidores. De estos últimos cinco son de mayoría relativa y 2 de representación proporcional. En todos los casos cuentan con un suplente.
Las comisiones del cabildo son las siguientes:
- De Gobernación.
- De Asuntos Constitucionales y Reglamentos.
- De Hacienda y Cuenta Pública.
- De Planeación del Desarrollo Económico.
- De Policía y Seguridad Pública.
- De Control y Administración del Desarrollo Urbano y Ecológico.
- De Educación y Cultura.
- Desarrollo Turístico.
- De Protección Civil.

Autoridades auxiliares
De acuerdo con la Ley Orgánica para la Administración Municipal del Estado de Nayarit, vigente, las autoridades auxiliares del Municipio son:
1. La Comisión Municipal de Derechos Humanos y Justicia Administrativa;
2. Los Delegados y Comisarios Municipales;
3. Los Jueces Auxiliares de cada localidad;
4. Los Jefes de sector urbano, sección rural o manzana.

Y tienen como principales fines los siguientes:
1. Coadyuvar al cumplimiento de los fines del ayuntamiento.
2. Atender en las regiones y localidades en que se determinen, el mantenimiento de la tranquilidad, seguridad y orden públicos.
3. Así como procurar el cumplimiento a los Ordenamientos Legales, Administrativos y;Reglamentarios del Municipio:

La propia Ley establece también organismos auxiliares del ayuntamiento, que son:
1. Los Consejos de Colaboración Municipal;
2. Los Comités de Acción Ciudadana.

Tendrán por objeto coadyuvar al cumplimiento de los fines del ayuntamiento y participar mediante el trabajo y la solidaridad en el desarrollo vecinal, cívico y de beneficio colectivo.
- Reglamentación Municipal
- Reglamento Interno del Ayuntamiento.
- Reglamento de Policía y Buen Gobierno.
- Reglamento de Mercados Municipales.
- Reglamento de Alcoholes.
- Reglamento de Rastro Municipal.
- Reglamento de Aseo Público.
- Reglamento de Participación Ciudadana.

Regionalización Política
El municipio de Santa María del Oro pertenece al III Distrito Electoral Local y al III Distrito Electoral Federal.

### Cronología de los Presidentes Municipales
| Presidente Municipal        | Periodo   |
| --------------------------- | --------- |
| Albino Parra Ibarra         | 1921-1922 |
| José Vargas Rodríguez       | 1923-1924 |
| Rodolfo Noroña Zavala       | 1929-1930 |
| Leopoldo Calderón Pérez     | 1933-1934 |
| Aurelio Rodríguez Carrillo  | 1934      |
| Alberto Ibarra Hernández    | 1937-1938 |
| Leopoldo Calderón Pérez     | 1942-1944 |
| Leopoldo Calderón Pérez     | 1945      |
| Aurelio Rodríguez Carrillo  | 1947      |
| Francisco Gracia Partida    | 1948-1950 |
| Leopoldo Calderón Pérez     | 1951-1954 |
| Leopoldo Calderón Pérez     | 1957-1959 |
| Aurelio Rodríguez           | 1959-1961 |
| Santiago Villarreal Delgado | 1960-1963 |
| Miguel Carrillo Aguilar     | 1963-1966 |
| Roberto Pérez Gómez         | 1966-1969 |
| Luis Fletes Arjona          | 1969-1972 |
| Juan Rivera Vizcaíno        | 1972-1974 |
| J. Jesús Olvera Delgado     | 1974-1975 |
| Armando García Cambero      | 1975-1978 |
| Santiago Vargas Preciado    | 1978-1981 |
| Enrique Fletes Arjona       | 1981-1984 |
| Praxedis García Acevedo     | 1984-1986 |
| Ramón Arjona Flores         | 1986-1987 |
| Leopoldo Parra Arjona       | 1987-1990 |
| Álvaro Castillo Casas       | 1990-1993 |
| Pedro Villa Montes          | 1993-1996 |
| Ramón Arjona Flores         | 1996-1999 |
| Sergio Sandoval Paredes     | 1999-2002 |
| Refugio Polanco Sojo        | 2002-2005 |
| Fernando Arcadia Aldama     | 2005-2008 |
| Cándido Ortiz Hernández     | 2008-2011 |
| Adahan Casas Rivas          | 2011-2014 |
| Procopio Meza Nolazco       | 2014-2017 |
| Ana María Isiordia López    | 2017-2021 |
| Marisa Solano Trujillo      | 2021-2024 |